# بخش کانکر
بخش کانکر (به انگلیسی: Kanker district) یک منطقهٔ مسکونی در هند است که در Bastar Division واقع شده‌است. بخش کانکر ۵٬۲۸۵ کیلومتر مربع مساحت و ۷۴۸٬۹۴۱ نفر جمعیت دارد.